# Angéline Hango
Angéline Hango, née Marie-Rose Angéline Roy le 2 février 1905 à Roberval (Québec) et morte le 9 novembre 1995 à Montréal, est une écrivaine québécoise d'expression anglaise.

## Biographie
Originaire de Roberval (Québec), elle grandit et fait ses études à Québec et Trois-Rivières.
En 1932, elle épouse un ingénieur américain, John Raymond Hango, avec qui elle emménage à Arvida, une ville anglophone sise dans la région majoritairement francophone du Saguenay–Lac-Saint-Jean.

## Œuvre
Après son établissement à Lachine dans les années 1940, elle écrit en langue anglaise son seul roman d'inspiration autobiographique, Truthfully Yours, qu'elle signe sous le pseudonyme Angéline Bleuets. Elle soumet l'ouvrage au concours Oxford-Crowell, dont elle sera lauréate en 1947, ce qui lui vaut une bourse de 500$, assortie de la publication de son livre aux Presses universitaires d'Oxford, en Angleterre, en juillet 1948. L'ouvrage paraît sous le nom d'Angéline Hango et remporte en 1949 le Stephen Leacock Memorial Award for Humour (en) (prix Stephen-Leacock pour l'humour), une récompense décernée chaque année à l'auteur canadien du meilleur livre d'humour.